# Computer Entertainment Rating Organization
La Computer Entertainment Rating Organization (特定非営利活動法人コンピュータエンターテインメントレーティング機構?, Tokutei Hieiri Katsudō Hōjin Konpyūta Entāteinmento Rētingu Kikō) (sigla: CERO) è l'organizzazione che classifica videogiochi e software su console in Giappone mediante una scala a fasce d'età e di contenuti. È stata fondata nel luglio del 2002 come filiale della Computer Entertainment Supplier's Association e divenne ufficialmente riconosciuta organizzazione non profit nel 2003.

## Classificazione

### Fasce età
Il 1º marzo 2006 CERO ha aggiornato il suo sistema di classificazione; ciascuno dei simboli ha ora un colore corrispondente: nero per A, verde per B, blu per C, arancione per D e rosso per Z, e i simboli che impiega sono:
| Simbolo | Fascia d'età                                                      | Significato |
| ------- | ----------------------------------------------------------------- | --- |
|         | All Ages (全年齢対象?, Zen nenrei taishō)                         | Per tutti |
|         | Ages 12 and up (12才以上対象?, Jūnisai ijō taishō)                | Contenuti non adatti ai minori di 12 anni                                                                        |
|         | Ages 15 and up (15才以上対象?, Jūgosai ijō taishō)                | Contenuti non adatti ai minori di 15 anni                                                                        |
|         | Ages 17 and up (17才以上対象?, Jūnanasai ijō taishō)              | Proibito ai minori di 17 anni. Nessuno sotto i 17 anni può comprare questo gioco senza il consenso di un adulto. |
|         | Ages 18 and up only (18才以上のみ対象?, Jūhassai ijō nomi taishō) | Contenuto solo per adulti. Proibito ai minori di 18 anni e nessun minorenne può comprare questo gioco.           |
|         | Rating Scheduled (審査予定?, Shinsa yotei) Non ancora valutato.   | |

Le differenze culturali presenti da Paese a Paese comportano alle volte una diversa impostazione delle classificazioni: a titolo di esempio, il videogioco Shin Megami Tensei: Persona 3 è stato classificato B (corrispondente a 12+) da CERO in Giappone, mentre dall'ESRA dell'Iran ha ottenuto M (corrispondente a 17+), riportando una differenza di due gradi tra le due classificazioni.
Alcuni videogiochi inoltre possono essere parzialmente censurati per eliminare temi decisamente maturi o violenti (ad esempio nella versione nipponica di Assassin's Creed non compare mai il sangue).

### Fasce contenuto
Nell'aprile del 2004 CERO ha definito le icone di descrizione contenuto, presenti sul retro di tutte le confezioni dei videogiochi eccetto quelli classificati A.
| Simbolo | Significato              |
| ------- | ------------------------ |
|         | Nudità                   |
|         | Sesso                    |
|         | Violenza                 |
|         | Paura                    |
|         | Azzardo                  |
|         | Criminalità              |
|         | Uso di alcol e/o tabacco |
|         | Uso di droga             |
|         | Turpiloquio              |

### Voti precedenti
Queste classificazioni non vengono più impiegate da CERO da marzo 2006.
| Simbolo | Significato              |
| ------- | ------------------------ |
|         | Libero: sostituito da A  |
|         | 12+: sostituito da B     |
|         | 15+: sostituito da C     |
|         | 18+: sostituito da D e Z |